# Hennyey Gusztáv
Vitéz Hennyey Gusztáv, születési és 1923-ig használt nevén Erb Gusztáv (Kolozsvár, 1888. szeptember 25. – München, 1977. június 14.) magyar vezérezredes, politikus a II. világháború idején.

## Élete
1907-ben elvégezte a budapesti hadapródiskolát, majd az első világháborúban a frontra került, ahol 1917-ben századosi rangot kapott. A háború után 1925-ig a Honvédelmi Minisztériumban dolgozott, majd katonai attasé lett Párizsban, Belgrádban és Athénban, ezt a tisztségét 1933-ig töltötte be. 
1933–37-ben a vezérkari főnökség 2. osztályának volt vezetője. 1938. november 1-jén vezérőrnagyi rangot kapott, és az 5. gyalogdandár parancsnoka lett. 
Magyarországnak a II. világháborúba való belépése után a II. hadtest parancsnoka lett. 1942-ben a gyalogság felügyelőjévé nevezték ki, majd a Honvédelmi Minisztérium csoportfőnöke lett. 1944. augusztus 29-én Horthy unszolására elfogadta a külügyminiszteri tárcát a Lakatos-kormányban. 
A nyilas hatalomátvételt (1944. október 15.) követően több katonatiszttel és politikussal együtt letartóztatták, majd Sopronkőhidára szállították. A szovjet csapatok előrenyomulása miatt onnan Bajorországba szállították őket, ott szabadultak ki a fogságból. 
A háború után megalakuló magyar kormány kikérte Hennyeyt mint háborús bűnöst. Az OSS el is fogta, ám a szervezet magyar részlegének vezetője, Himler Márton kihallgatása után szabadon engedte, kijelentve, hogy nem bűnös. Ezt követően Münchenben telepedett le, ahol megírta emlékiratait. Ott is halt meg.

## Művei
- Magyar erőfeszítések a második világháború befejezésére; bev., jegyz. Andreas Hillgruber; Széchenyi Kör, Köln, 1965 (Széchenyi Könyvtár)
- Ungarns Schicksal zwischen Ost und West. Lebenserinnerungen; Ungarisches Institut–Von Hase und Koehler, München–Mainz, 1975 (Studia Hungarica)
- Magyarország sorsa Kelet és Nyugat között. Egy volt magyar királyi külügyminiszter visszaemlékezései; ford. Félix Pál, jegyz. Vargyai Gyula, szerk. Antal László; Európa–História, Bp., 1992 (Extra Hungariam)